# Chloropoea boisduvalii
Chloropoea boisduvalii är en fjärilsart som beskrevs av Doubleday 1845. Chloropoea boisduvalii ingår i släktet Chloropoea och familjen praktfjärilar. Inga underarter finns listade i Catalogue of Life.